# Solinka (wieś)
Solinka – wieś w Polsce położona w województwie podkarpackim, w powiecie leskim, w gminie Cisna, nad rzeką Solinką.
| SIMC    | Nazwa         | Rodzaj                      |
| ------- | ------------- | --------------------------- |
| 0347904 | Roztoki Górne | przysiółek wsi (do 2022 r.) |

Do roku 1772 województwo ruskie, ziemia sanocka. Od 1772 należał do cyrkułu leskiego, a następnie sanockiego w Galicji. Parafia łacińska w Bukowsku do roku 1927. Od listopada 1927 r. w Komańczy. Obecnie w Cisnej.
W połowie XIX wieku właścicielem posiadłości tabularnej Solinka z Rostokami był Jan Reisenbach.

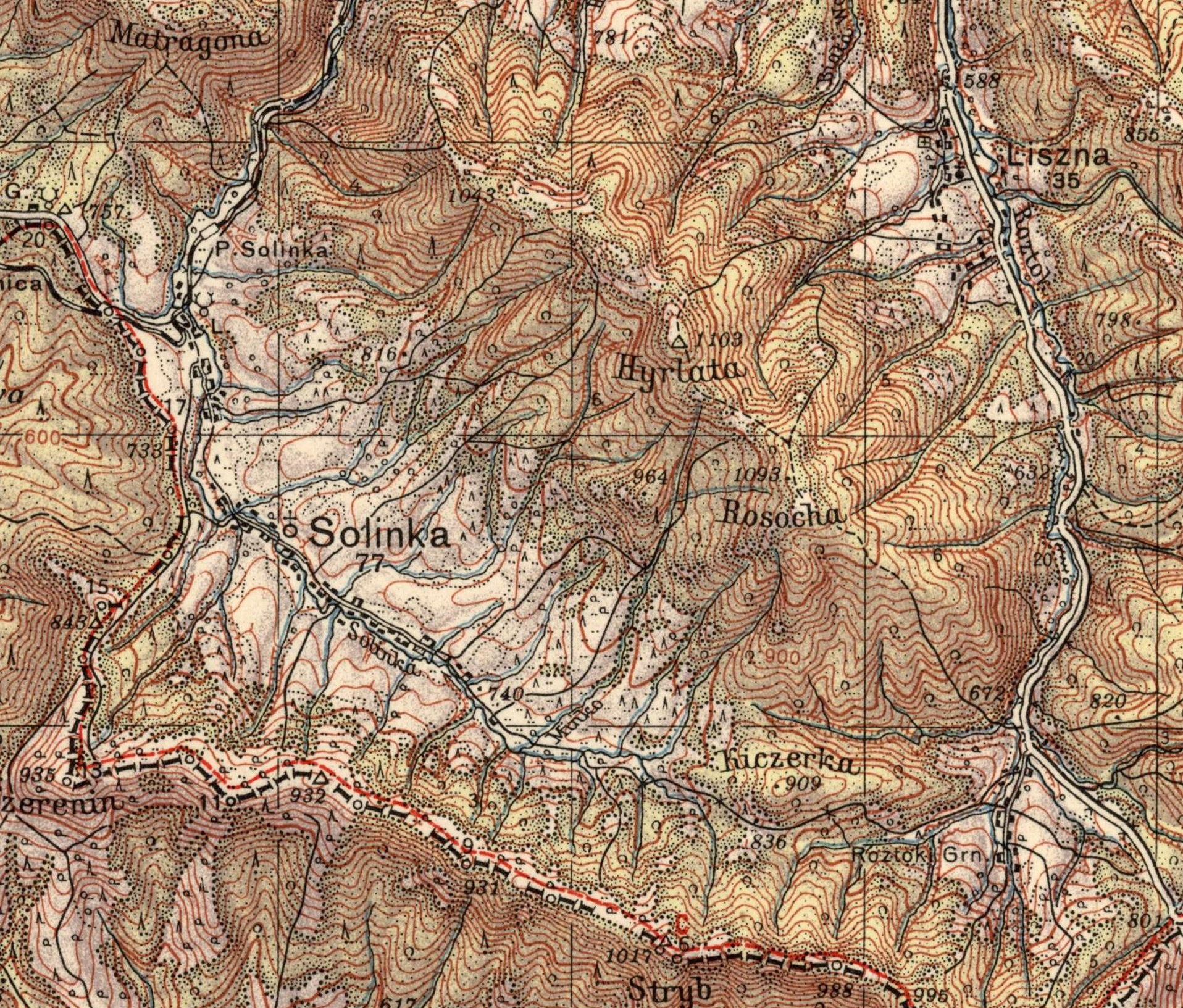
Solinka na mapie Wojskowego Instytutu Geograficznego z 1938 r.

W II Rzeczypospolitej wieś w powiecie leskim województwa lwowskiego. W latach 1946 nacjonaliści ukraińscy z OUN-UPA zamordowali tutaj 14 Łemków, którzy nie chcieli wstąpić do UPA.
Po II wojnie światowej wszyscy mieszkańcy zostali wysiedleni (Akcja Wisła). Obecnie znajduje się tu niewielka osada leśna. W latach 1975–1998 miejscowość administracyjnie należała do województwa krośnieńskiego.
Przez wieś przebiega linia bieszczadzkiej kolejki wąskotorowej do miejscowości Majdan.